# Mihail Mikalajevics Csihir
Mihail Mikalajevics Csihir (belaruszul: Міхаіл Мікалаевіч Чыгір; oroszul: Михаил Николаевич Чигирь; Uszovo, 1948. május 24. –) belarusz politikus, aki 1994. július 21-től 1996. november 18-ig Fehéroroszország második miniszterelnöke volt.

## Pályafutása
Csihir 1994 júliusában, Aljakszandr Lukasenka elnöki beiktatását követő napon lett miniszterelnök.

### Lemondása
1996-ban Csihir lemondott miniszterelnöki tisztségéről, tiltakozásul Lukasenka azon törekvése ellen, hogy korlátlan hatalmat szerezzen az ország felett. 1999-ben bejelentette, hogy indul a fehérorosz elnökválasztáson, hogy Lukasenkát leváltsa.